# فيتو أنتوفيرمو
فيتو أنتوفيرمو (بالإيطالية: Vito Antuofermo)‏ مواليد 9 فبراير 1953 في بالو دل كولي، إيطاليا، هو ملاكم إيطالي سابق صنّف ضمن فئة الوزن المتوسط.

## إحصائيات
خاض خلال مسيرته 59 نزالا، فاز في 50 وتعادل في 2 وخسر في 7. فاز بالضربة القاضية في 21 نزالا.

## روابط خارجية
- فيتو أنتوفيرمو على موقع IMDb (الإنجليزية)
- فيتو أنتوفيرمو على موقع قاعدة بيانات الفيلم (الإنجليزية)
- فيتو أنتوفيرمو على موقع بوكس ريك (الإنجليزية) (registration required)